# Chrysopilus sordidus
Chrysopilus sordidus är en tvåvingeart som beskrevs av Enrico Adelelmo Brunetti 1920. Chrysopilus sordidus ingår i släktet Chrysopilus och familjen snäppflugor. Inga underarter finns listade i Catalogue of Life.